# Алгонквин (Илиноис)
Алгонквин (енгл. Algonquin) град је у америчкој савезној држави Илиноис.

## Демографија
По попису из 2010. године број становника је 30.046, што је 6.77 (29,1%) становника више него 2000. године.
| Група             | 2000.          | 2010.          |
| Белци             | 21.327 (91,6%) | 24.847 (82,7%) |
| Афроамериканци    | 214 (0,9%)     | 525 (1,7%)     |
| Азијати           | 546 (2,3%)     | 2.179 (7,3%)   |
| Хиспаноамериканци | 948 (4,1%)     | 2.045 (6,8%)   |
| Укупно            | 23.276         | 30.046         |